# フェイク 京都美術事件絵巻
『フェイク 京都美術事件絵巻』（ - きょうとびじゅつじけんえまき）とは、2011年1月4日から同年2月8日までNHK総合テレビ、BSハイビジョンの『ドラマ10』枠で放送されていた日本のテレビドラマ。主演は財前直見。NHK大阪放送局と東映の共同制作。
2010年度に復活した「ドラマ10」では初めて東京以外の地方局が製作した。

## 概要
美術品の目利きに関しては右に出る者がいない元キュレーターの大学非常勤講師の浦沢右が、ひょんなことから出会った女刑事・白石亜子とともに美術品が絡んだ様々な事件を解決していく一話完結型の推理ドラマ。全6回。
主演の財前直見は2005年のNHK大河ドラマ『義経』以来、5年ぶりの連続ドラマ出演でNHKでは初の主演を務める。
テレビ朝日系列で放送されている木曜ミステリーシリーズの制作陣と東映側の実制作スタッフが重なっており、同シリーズでお馴染みとなっている京都日報が出てくるシーンが存在している。
DVD-BOXは2011年7月21日に発売。

## キャスト

### レギュラー
- 浦沢右 - 財前直見
- 白石亜子 - 南野陽子
- 板谷周五郎 - 佐川満男
- 中山一樹 - 三谷昌登
- 友野輝男 - 城土井大智
- 吉岡健太 - 小堀正博
- 真野琢磨 - 佐野史郎
- 須藤安太郎 - 寺田農
- 浦沢曜子 - 藤村志保

### 各話ゲスト
- 向井忠 - 宅麻伸（第1回）
- 小和田久美 - 松本明子（第1回）
- K（葛城真介） - 平岳大（第1回、最終回 第1回は「?」としてあり実質ノークレジット）
- 宮部小百合 - 淡路恵子（第2回）
- 北野丈彦 - 神山繁（第2回）
- 高村清四郎 - 田中健（第2回）
- 黒岩志津 - 手塚理美（第3回）
- 黒岩早苗 - 倉科カナ（第3回）
- 柳田章 - 秋野太作（第3回）
- 磯部妙子 - 床嶋佳子（第4回）
- 磯部エミ - 柳生みゆ（第4回）
- 野村光太郎 - 小木茂光（第4回）
- 水島隆之 - 高橋和也（第5回）
- 岩瀬健吾 - 宮川一朗太（第5回）
- 岩瀬健作 - 楠年明（第5回）
- 健作の妻 - 宮田圭子（第5回）
- 斯波義男 - 木内義一（第5回）
- 金子彰 -  中村大輝（第5回）
- 木村恭一 - 瀬川菊之丞（第5回）
- 山科圭一郎 - 西園寺章雄（最終回）

## スタッフ
- 脚本 - 岩下悠子、松本美弥子、武上純希、中村志保
- 脚本協力 - 中村志保
- 音楽 - 服部隆之
- 演出 - 大原拓、辻野正人、末永創
- 制作統括 - 安原裕人（NHK大阪）、手塚治（東映）
- 美術 - 西村薫
- 技術 - 山下昭
- 音響効果 - 林幸夫
- 撮影 - 岡本哲二
- 照明 - 笠原竜二
- 音声 - 深田次郎
- CG制作 - 北昌規
- 映像技術 - 安川政行
- 美術考証 - 狩野博幸
- 警察考証 - 中園修二
- 京都ことば指導 - 桃山みつる
- 資料提供 - 柳重之、川崎正晴
- 記録 - 木本裕美
- 編集 - 城所夏子
- 企画協力 - 加藤和夫
- 撮影協力 - ひょうごロケ支援Net、神戸フィルムオフィス、兵庫県公館
- 制作 - NHK、東映

## サブタイトル
| 各回                                                      | 放送日        | サブタイトル       | 脚本       | 演出     | 視聴率 |
| --------------------------------------------------------- | ------------- | ------------------ | ---------- | -------- | ------ |
| 第1回                                                     | 2011年1月04日 | 幻の伊藤若冲       | 岩下悠子   | 大原拓   | 6.2%   |
| 第2回                                                     | 2011年1月11日 | 信長の油滴天目茶碗 | 岩下悠子   | 大原拓   | 5.4%   |
| 第3回                                                     | 2011年1月18日 | 釈迦如来像の謎     | 松本美弥子 | 辻野正人 | 6.8%   |
| 第4回                                                     | 2011年1月25日 | 尾形乾山誘拐事件   | 武上純希   | 辻野正人 | 5.7%   |
| 第5回                                                     | 2011年2月01日 | 能面の告白         | 中村志保   | 末永創   | 6.2%   |
| 最終回                                                    | 2011年2月08日 | 歌麿の鎖           | 岩下悠子   | 大原拓   | 5.6%   |
| 平均視聴率 6.0%（視聴率は関東地区・ビデオリサーチ社調べ） |               |                    |            |          |        |